# Paraphylax ruficornis
Paraphylax ruficornis är en stekelart som först beskrevs av Cameron 1906.  Paraphylax ruficornis ingår i släktet Paraphylax och familjen brokparasitsteklar. Inga underarter finns listade i Catalogue of Life.